# Bathyarca glomerula
Bathyarca glomerula is een tweekleppigensoort uit de familie van de Arcidae. De wetenschappelijke naam van de soort is voor het eerst geldig gepubliceerd in 1881 door Dall.